# パラディンの戦い 神々に導かれし勇者たち
『パラディンの戦い 神々に導かれし勇者たち』（パラディンのたたかい かみがみにみちびかれしゆうしゃたち、原題：The Crown and the Dragon）は、2013年7月9日にオランダより発売されたアメリカ合衆国制作のビデオ映画。監督・脚本はアン・ブラック、主演はエイミー・デ・ブルン、デヴィッド・ハイドンらが務めている。
日本では劇場未公開。2013年8月2日にAMGエンタテインメントから日本語字幕版のDVD（ADM-5072S/レンタル:FMDR-9505）が発売された。パッケージのキャッチコピーは「王国の運命を賭けた、光と闇の戦争が始まる。」。

## キャスト
- エレン - エイミー・デ・ブルン

## スタッフ
- 監督：アン・ブラック
- 製作：キーナン・グリフィン、デヴィッド・ウールフ
- 脚本：アン・ブラック、キーナン・グリフィン、ジャスティン・パートリッジ
- 音楽：クリスチャン・デイビス
- 撮影：タイ・アーノルド
- 美術・プロダクションデザイン：ジャスティン・パートリッジ
- 衣装デザイン：クレア・ニーダープルーム
- 編集：コール・グラス